# Erich Koch
Erich Koch (Elberfeld, 19 de junio de 1896 - Barczewo, 12 de noviembre de 1986) fue un político alemán del NSDAP. Fue Gauleiter de Prusia Oriental entre 1928 y 1945, y durante la Segunda Guerra Mundial fue jefe de la Administración civil (Chef der Zivilverwaltung) del distrito de Białystok. Durante este periodo fue también Reichskommissar en el Reichskommissariat Ukraine (1941-1943) y también en el Reichskommissariat Ostland (1944). Después de la contienda, Koch fue juzgado en Polonia, declarado culpable en 1959 por crímenes de guerra y condenado a muerte: la sentencia fue conmutada a cadena perpetua un año más tarde, permaneciendo en prisión hasta el día de su muerte.

## Biografía

### Primeros años
Koch nació en Elberfeld, hoy parte de Wuppertal. Era hijo de Gustavo Adolfo Koch (1862-1932) y su esposa, Henriette (1863-1939). Durante la Primera Guerra Mundial sirvió como soldado raso desde 1915 hasta 1918 y más tarde luchó como miembro del Freikorps Rossbach en la Alta Silesia. Experto operario, Koch se unió al Servicio ferroviario como aspirante para el nivel medio de la administración pública. No obstante, fue despedido de este puesto de trabajo en 1926 debido a sus actividades antirrepublicanas.

### Ascenso en el Partido nazi
Koch se había unido al Partido Nacionalsocialista Obrero Alemán (NSDAP) en 1922. Desde ese año también ocupó varios puestos dentro del Gau Ruhr del NSDAP. Durante la Ocupación del Ruhr formó parte del grupo dirigido por Albert Leo Schlageter, a causa de lo cual fue encarcelado en numerosas ocasiones por las autoridades francesas. En 1927 se convirtió Bezirksführer del NSDAP en Essen y más tarde en el Gauleiter diputado del Gau Ruhr. Koch pertenecía al ala izquierda del partido y era un partidario de la facción liderada por Gregor Strasser.
En 1928 se convirtió en el Gauleiter de la estratégica Provincia de Prusia Oriental y líder de la facción del Partido nazi en la dieta provincial prusiana. Desde septiembre de 1930 también fue miembro del Reichstag por Prusia Oriental. Después de la Machtergreifung de 1933, Koch fue nombrado miembro del Consejo de Estado de Prusia en julio de 1933. Así, se acabó convirtiendo Oberpräsident de Prusia Oriental en septiembre de 1933, remplazando a Wilhelm Kutscher.
Antes de la guerra el gobierno de Koch en Prusia Oriental se caracterizó por los esfuerzos para conseguir la colectivización de la agricultura local, así como la represión hacia sus críticos tanto dentro como fuera del Partido. También tenía grandes planes a largo plazo con vistas a la industrialización a escala masiva de una provincia eminentemente agrícola como era Prusia. Estas acciones le hicieron impopular entre los campesinos locales. Sin embargo, a través de programas de ayuda financiados con fondos públicos de emergencia (que se concentran en las mejoras técnicas de la agricultura y los proyectos de construcción de carreteras) el «Plan de Erich Koch» para Prusia Oriental, supuestamente, dejó a la provincia libre de desempleo: el 16 de agosto de 1933 Koch informó a Hitler que el desempleo había sido desterrado por completo de la Prusia Oriental, una hazaña que ganó la admiración en toda Alemania.
Los planes de industrialización de Koch le llevaron a entrar en conflicto con Walther Darré, quien dirigía la oficina del Líder Campesino del Reich (Reichsbauernführer) y el Ministerio de Agricultura. Darré, un neopaganista agrario, quiso imponer su visión de una Prusia Oriental agrícola. Cuando sus representantes agrícolas en Prusia cuestionaron los planes de Koch, éste los hizo arrestar inmediatamente.

### Segunda Guerra Mundial

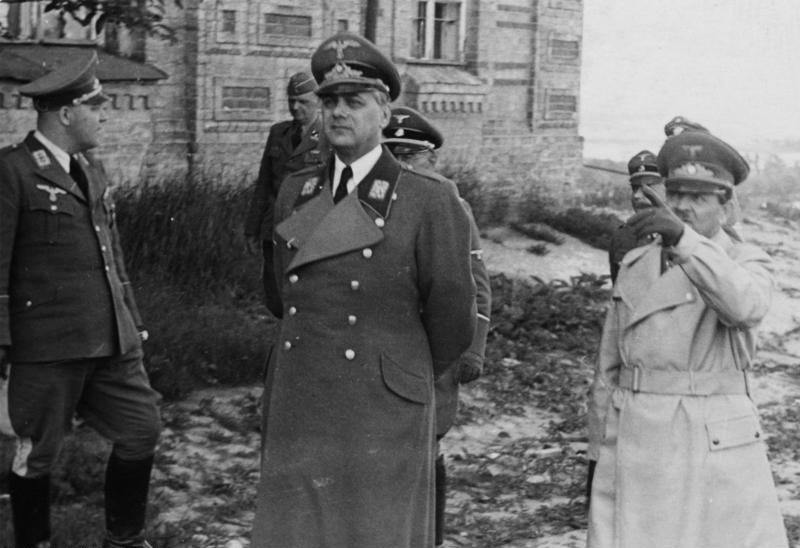
Erich Koch (derecha) y Alfred Rosenberg (centro) en Kiev, en el Reichskommissariat Ukraine.

Al inicio de la Segunda Guerra Mundial fue nombrado Comisario de Defensa del Reich (Reichsverteidigungskommissar) para Prusia Oriental (que constituía el I Distrito Militar). El 26 de octubre de 1939, después del final de la Campaña polaca, fue trasladado de la zona oriental a la nueva Westpreußen Reichsgau (Prusia Occidental), territorio más tarde denominado Dantzig-Prusia Occidental.
En marzo de 1940 el director encargado de la Oficina regional para la Historia de posguerra (Landesstelle fur Nachkriegsgeschichte), Theodor Schieder, se presentó ante el Gauleiter Erich Koch con un detallado plan con estudios sobre los nuevos territorios anexionados a Prusia Oriental; El propio Koch quería saber las condiciones políticas, sociales y étnicas en esas áreas. Schieder a cambio envió dos informes a Koch, incluyendo un inventario de la población de la zona en cuestión realizado a finales del siglo XIX, que era más pertinente a las políticas nazis de exterminio y asentamiento, y proporcionó las bases para segregación de judíos y las "cónyuges" eslavas de los alemanes étnicos. Poco después del comienzo de la invasión de la Unión Soviética, Koch fue nombrado "Comisario civil" el 1 de agosto de 1941, y más tarde fungió como Jefe de la Administración civil en el Bezirk Bialystok (Distrito de Bialystok). En 1942 el Gauleiter Koch expresó sus agradecimientos a Theodor Schieder por su colaboración en las operaciones nazis de la Polonia anexionada:

Como director del Landesstelle Ostpreußen für Nachkriegsgeschichte nos ha facilitado el material que proporciona un importante servicio en nuestra lucha contra los polacos y hoy nos sigue ayudando a establecer nuevo orden en el Regierungsbezirke Zichenau und Bialystok.

Tiempo antes, el 1 de septiembre de 1941, Koch había sido nombrado Reichskommissar del Reichskommissariat Ukraine con control sobre la Gestapo y la Ordnungspolizei. Su dominio se extendía ahora desde el Báltico hasta el Mar Negro; Esta área estaba habitada por distintas poblaciones y territorios de etnia alemana, polaca, bielorrusa y ucraniana. Como Reichskommissar tenía plena autoridad en su zona bajo control, lo que pronto le llevó a entrar en conflicto con otros elementos de la burocracia nazi. En diciembre de 1941 el Ministro del Reich para los Territorios ocupados del Este (Reichsministerium für die besetzten Ostgebiete), Alfred Rosenberg, expresó su desaprobación ante Hitler por la autonomía con la que Koch actuaba en Ucrania. El primer acto de Koch fue clausurar las escuelas locales, declarando que: 

los niños ucranianos no necesitan escuelas. Lo que tendrán que aprender ya les ha sido enseñado por sus maestros alemanes.

Su brutalidad quedó pronto ejemplarizada por un comentario en que decía:

Si me encuentro con un ucraniano digno de estar sentado en mi mesa, tengo que dispararle.

El Reichskommissar trabajó junto con el Plenipotenciario General para la implementación del Trabajo (Generalbevollmächtigter für den Arbeitseinsatz), Fritz Sauckel, en la tarea de aportar al Reich la mano de obra para trabajos forzosos. También estuvo implicado en la persecución de los polacos y los judíos ucranianos. Debido a estas brutales acciones, el poder nazi en Ucrania se vio constantemente acosado por las rebeliones partisanas.
El 25 de noviembre de 1944 fue nombrado comandante del Volkssturm de Prusia Oriental. Debido a los grandes avances del Ejército Rojo, Koch inicialmente abandonó Königsberg camino de Berlín a comienzos de enero de 1945, después de fracasar un intento de la Wehrmacht por salir de Prusia Oriental. Koch volvería a regresar a la mucho más segura ciudad de Pillau, desde donde...

...hizo una gran exhibición al organizar la evacuación marítima usando las comunicaciones por radio de la Kriegsmarine, antes de volver a retirarse una vez más, escapando a través de éste puerto báltico el 23 de abril de 1945, a bordo del rompehielos Ostpreußen...

### Juicio y encarcelamiento
Una vez finalizada la contienda, fue capturado en Hamburgo por las fuerzas Británicas en mayo de 1949. La Unión Soviética demandó la extradición de Koch, pero el gobierno británico decidió entregárselo al nuevo Gobierno polaco. El 14 de enero de 1950 fue entregado por los británicos en una prisión de Varsovia, Mokotow, donde permanecería encarcelado durante ocho años antes del comienzo de su juicio el 19 de octubre de 1958. Se enfrentó a los cargos de crímenes de guerra por el exterminio de 400 000 polacos, pero nunca fue procesado por sus crímenes en Ucrania. Fue encontrado culpable de estos crímenes y sentenciado a muerte el 9 de marzo de 1959 por el tribunal de distrito de Varsovia por haber planificado, preparado y organizado el asesinato masivo de civiles.
Su sentencia fue conmutada por la de cadena perpetua debido a su mala salud, aunque muchos creen que se salvó porque los soviéticos creyeron que Koch poseía información acerca de las obras de arte saqueadas por los nazis durante la contienda; en particular, información sobre el paradero de las piezas expoliadas de la Cámara de Ámbar del palacio Tsarskoe Selo, cerca de Leningrado, que había sido desmantelada por orden directa de Koch. Las autoridades soviéticas creían que había dado órdenes para que las distintas partes de esta famosa sala fueran llevadas a bordo del transatlántico Wilhelm Gustloff, buque que fue torpedeado y hundido en el Báltico a comienzos de 1945 mientras llevaba a cabo la evacuación de refugiados procedentes de Prusia Oriental. No obstante, los intentos de rescate por parte de equipos de buzos soviéticos y polacos durante la década de 1950 no revelaron ninguna evidencia que corroborase esta teoría.
Koch todavía apareció en un reportaje de televisión de 1986 sobre la Historia de Königsberg, entrevistado por periodistas de la Alemania Occidental en su celda de la prisión polaca. Murió por causas naturales el 12 de noviembre de aquel año en la prisión de Barczewo, a la edad de 90 años.